# Lăpușnic, Hunedoara

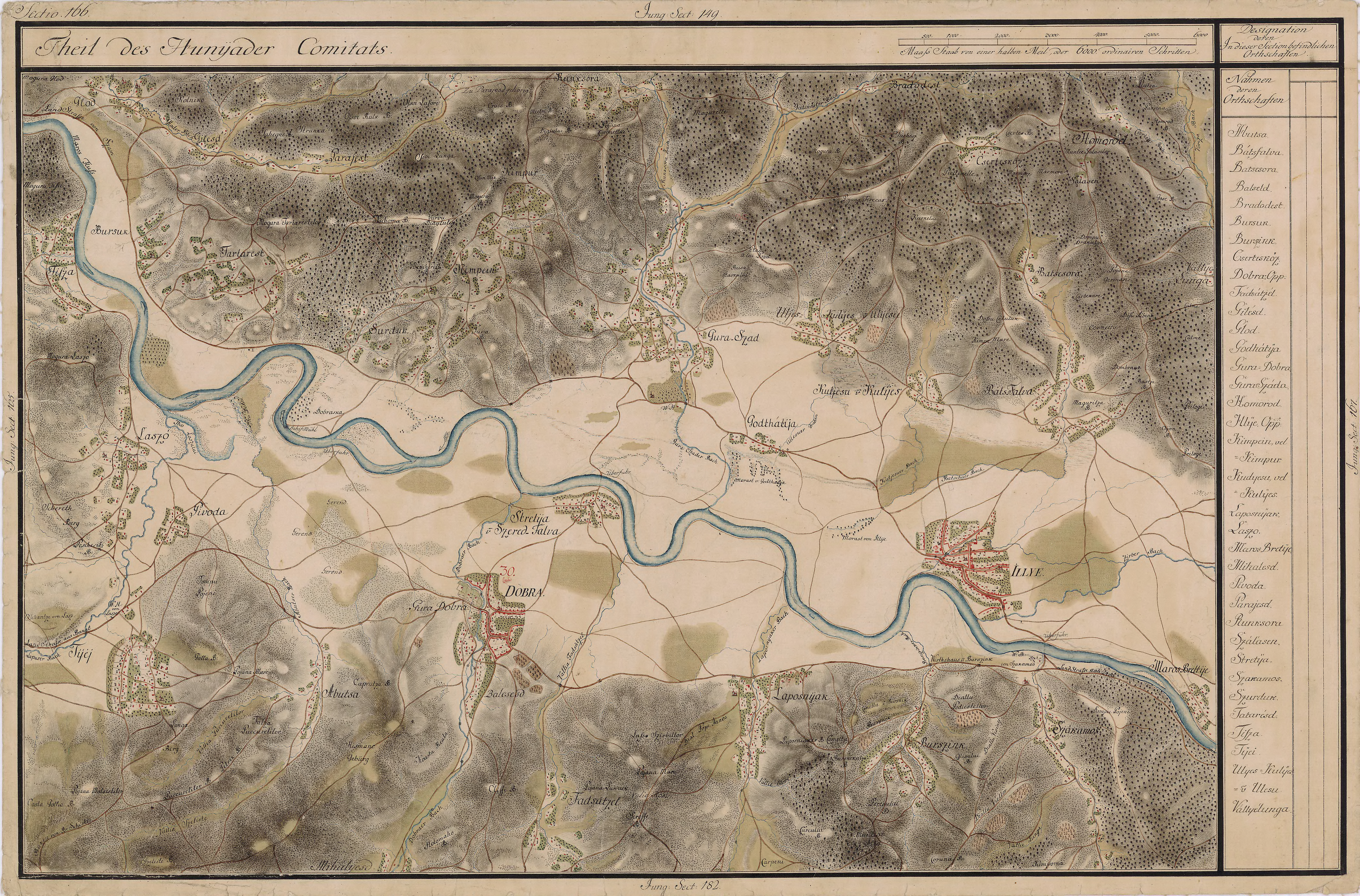
Lăpușnic în Harta Iosefină a Transilvaniei, 1769-1773

Lăpușnic este un sat în comuna Dobra din județul Hunedoara, Transilvania, România.

## Monumente istorice
- Biserica „Cuvioasa Paraschiva”